# 濊貊語
濊貊語（わいはくご、かいはくご）は、紀元前数世紀に中国東北部と朝鮮半島に居住していた濊貊によって話されていた言語である。

## 概要
中国史書には、夫余の出自が濊とみられる記述があり、また貊を高句麗の別名または別種と記していること、濊の言語は夫余と同じと記されることから、濊貊語は扶余語族に含まれるとみられるが、言語についての詳細は不明である。

## 「高句麗地名」の濊語
『三国史記』に記された「高句麗地名」の記録から、古代朝鮮半島に倭語と同系統の言語が、倭人が定住していた朝鮮半島南部に限らず朝鮮半島の広範囲に分布していたとの説があり、その「高句麗地名」は高句麗語ではなく、濊語であり、倭語と濊語は共通祖語・同系統の言語であるとの説がある。「高句麗地名」の言語を濊語と考えた代表的な研究は河野六郎であり、「高句麗地名」が濊語である可能性は、馬淵和夫、兪昌均なども指摘している。
1. 夫余の住民は濊であり、漢から「濊王」に冊封された。
2. 『三国志』夫余条から沃沮の地にも濊が居住していた。
3. 濊は漸次満州･朝鮮半島を南下し、その過程で貊族と混住するようになり、「濊貊」と称された。
4. 朝鮮語において「倭」と「濊」は混同され、中期朝鮮語は「倭」の訓を「iei」と訓んだが、これは「濊」の字音である。

紀元前後の楽浪郡に存在していた現地民族として確実に存在が確認できるのは濊である。平壌の楽浪古墳群から出土した銀印には「夫租薉君」の印記があり、武田幸男は、夫沮（沃沮）すなわち咸鏡道から遠い平壌の地に埋葬されるほどに濊が楽浪郡と関係を深めていたことを指摘している。紀元前128年、濊の君・南閭は、漢に投降し、投降を受けて漢は蒼海郡を設置した。武田幸男は、蒼海郡郡治を咸南咸興か永興に比定しており、紀元前2世紀に濊が咸鏡南道で活動していたことになる。『魏書』東夷伝韓条には「桓霊之末，韓濊彊盛，郡県不能制，民多流入韓国。」とあり、濊が韓人と共闘して中国の郡県支配に抵抗していた。『魏書』東夷伝濊条は「自単単大嶺以西属楽浪郡，自領以東七県，都尉主之。皆以濊為民。」とあるため、楽浪郡「民」が濊であることがわかる。『魏書』東夷伝韓条は「国出鉄，韓・濊・倭皆従取之。」とあり、濊は、弁韓（朝鮮半島南端）で韓、倭と接していた。また、迎日郡出土とされる銅印には「晋卒善穢佰長」の印記がある。以上から、濊の活動範囲は西南部を除く朝鮮半島の広範囲に及んでいた。吉本道雅は、「近年の考古学的知見をも勘案すれば、江陵など江原道南部への新羅の文化的影響は夙に四世紀後半に認められるが、六世紀半ばには、『濊人』はなお高句麗の指揮下に百済・新羅と交戦しえたのであり、江原道全域が新羅の支配化に入るのは、それ以降のことである」と述べている。李成市は、『三国史記』巻四十・蜀官志・武官条に登場する「靺鞨国民」は濊を指していると指摘しており、統一新羅以降も濊は「靺鞨国民」の名で存在していた。したがって、紀元前2世紀から統一新羅以降を含む長期間、咸鏡、江原、慶北を中心とする朝鮮半島日本海岸の広範囲で濊が活動していた。
朝鮮半島で最も早く漢字文化を受容した民族は濊である。平壌貞柏洞364号墳出土の初元四年（紀元前45年）の楽浪郡県別戸口簿と『論語』竹簡は、紀元前1世紀における朝鮮半島の漢字使用を伝える。すなわち、紀元前45年に平壌の「現地系」人士が『論語』を学んで属吏となり、漢字を使用していた。平壌貞柏洞364号墳は、板槨墓という墓制から、衛氏朝鮮以来の現地系楽浪郡府属吏が墓主とみられるが、戸口簿は紀元前45年の戸籍数及び前年度の増減が記されており、漢支配の文書・行政システムが楽浪郡にも適用されていたことが窺える。王権の庇護を受け、「民」と同等に扱われる程に漢文化を受容した濊が自らの言語地名を漢字表記し、それを後代に残した可能性を検討する必要があり、地名表記は王権の文書・行政と不可分であるため、他民族に先行して漢字を使用し、朝鮮半島各地を移動していた濊の漢字表記を朝鮮三国が受容したのであれば、「高句麗地名」の言語を濊語と看做すことは可能である。高句麗による楽浪郡接収は313年、平壌遷都は427年、漢城侵攻は5世紀後半という歴史を鑑みると、朝鮮半島の「高句麗地名」が高句麗語ではなく、濊語だった可能性は高い。